# سنگ‌های ماه

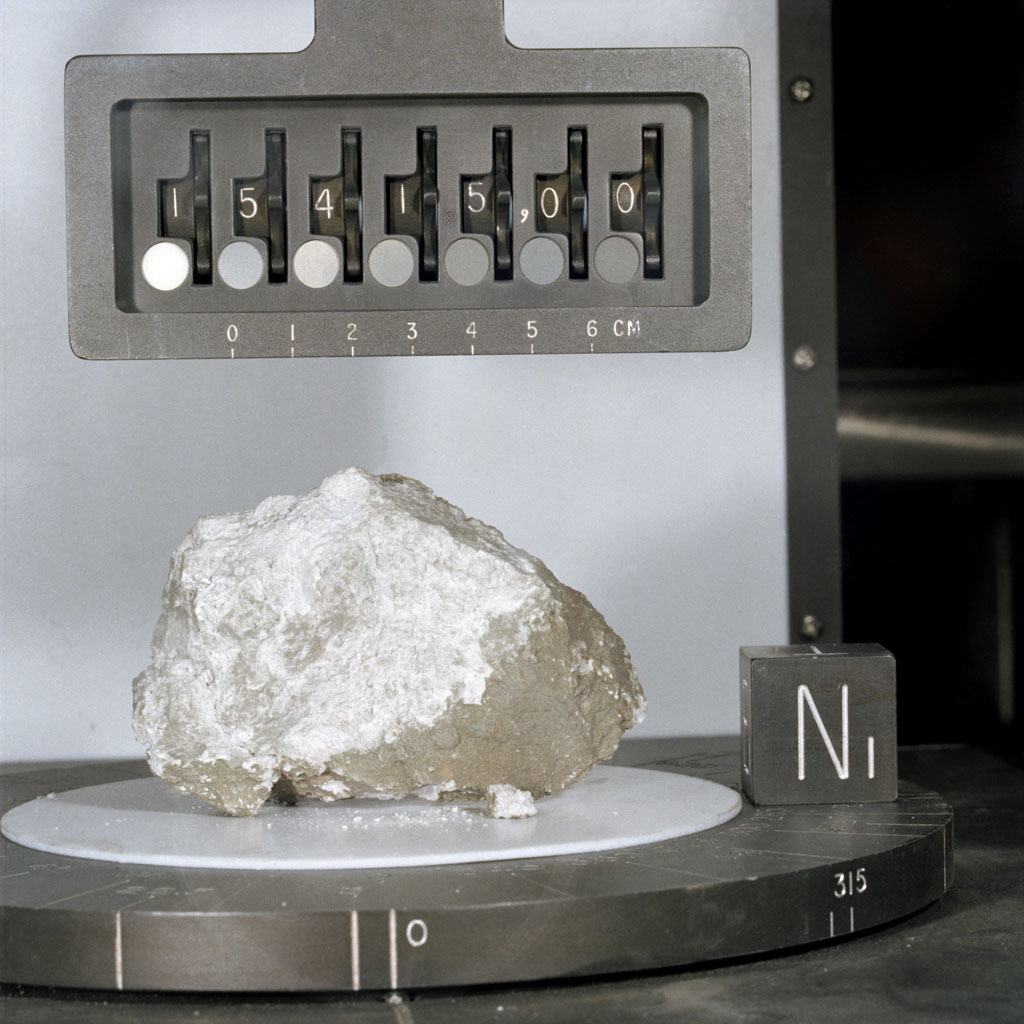
سنگ موسوم به سنگ آفرینش که توسط مأموریت آپولو ۱۵ همراه آورده شده‌است.

به سنگ‌هایی که بر روی قمر کرهٔ زمین شکل گرفته‌اند سنگ‌های ماه گفته می‌شود. این نام اصطلاحاً برای دیگر موادی که در جریان اکتشاف ماه توسط انسان و در دیگر ماموریت‌های فرود بر ماه جمع‌آوری شده‌است نیز به کار می‌رود.
سن سنگ‌های گردآوری‌شده از ماه را با روش زمان‌سنجی رادیومتری مشخص می‌کنند. سن این سنگ‌ها از حدود ۳٫۱۶ میلیارد سال در نمونه‌های به دست آمده از دریاوارهای ماه تا ۴٫۵ میلیارد سال برای نمونه‌های کاوش شده در کوه‌های ماه متغیر است. در مقایسه، قدیمی‌ترین سن سنگ‌های زمین بین ۳٫۸ تا ۴٫۲۸ میلیارد سال سن دارند.
پژوهش‌ها نشان می‌دهد که جوان‌ترین انفجارهای بازالتی در حدود ۱٫۲ میلیارد سال پیش بر روی ماه روی داده‌است ولی از این سنگ‌ها هنوز نمونه‌ای به‌دست نیامده‌است.
تا امروز سنگ‌های ماه به سه شیوه به دست زمینیان رسیده‌است:
۱- نمونه‌هایی که توسط مأموریت‌های برنامه‌های آمریکایی آپولو همراه آورده شده‌است.
۲- نمونه‌هایی که مأموریت‌های برنامه‌های فضایی لونا شوروی همراه آورده‌اند.
۳- سنگ‌هایی که بر اثر پدیدهٔ طبیعی دهانه‌سازی از سطح ماه پرتاب شده و با شهاب‌ها به زمین رسیده‌اند.

## مجموعهٔ در دست
| مأموریت  | مقدار       | سال بازگشت |
| -------- | ----------- | ---------- |
| آپولو ۱۱ | ۲۲ کیلوگرم  | ۱۹۶۹       |
| آپولو ۱۲ | ۳۴ کیلوگرم  | ۱۹۶۹       |
| آپولو ۱۴ | ۴۳ کیلوگرم  | ۱۹۷۱       |
| آپولو ۱۵ | ۷۷ کیلوگرم  | ۱۹۷۱       |
| آپولو ۱۶ | ۹۵ کیلوگرم  | ۱۹۷۲       |
| آپولو ۱۷ | ۱۱۱ کیلوگرم | ۱۹۷۲       |
| لونا ۱۶  | ۱۰۱ گرم     | ۱۹۷۰       |
| لونا ۲۰  | ۵۵ گرم      | ۱۹۷۲       |
| لونا ۲۴  | ۱۷۰ گرم     | ۱۹۷۶       |

در جریان شش کاوش سطحی توسط مأموریت‌های آپولو ۲٫۴۱۵ نمونه با وزن ۳۸۲ کیلوگرم گردآوری شده که بیشتر آن‌ها را آپولو ۱۵، ۱۶ و ۱۷ با خود آورده‌اند.
سه فضاپیمای لونا ۳۲۶ گرم از سنگ ماه را با خود به زمین آورده‌اند. از سال ۱۹۸۰، ۱۲۰ شهاب‌سنگ ماه که در جریان ۶۰ برخورد شهاب به زمین گردآوری شده وزن ۴۸ کیلوگرم دیگر به این مجموعه افزوده‌است.
پیرامون یک‌سوم از این ۴۸ کیلوگرم توسط تیم‌های جستجوگر آمریکایی و ژاپنی به‌دست آمده‌است و باقی این مقدار را جویندگان ناشناس از مناطق بیابانی شمال آفریقا تا عمان گرد آورده‌اند.

## نگهداری
بزرگ‌ترین اندوختگاه سنگ‌های ماه که برنامه آپولو فراهم آورده در «ساختمان نمونه‌های قمری» واقع در مرکز فضایی جانسون شهر هیوستون ایالات متحده قرار دارد. برای امنیت بیشتر، مجموعهٔ کوچک‌تری نیز در پایگاه هوایی بروکس در سن‌آنتونیو تگزاس نگهداری می‌شود.
بیشتر قطعه‌سنگ‌ها در نیتروژن نگهداری می‌شوند تا از هرگونه رطوبت به دور بمانند. برای تماس با این سنگ‌ها تنها از ابزارهای ویژه استفاده می‌شود و دست انسان با آن‌ها تماس نمی‌یابد.

## نگارخانه

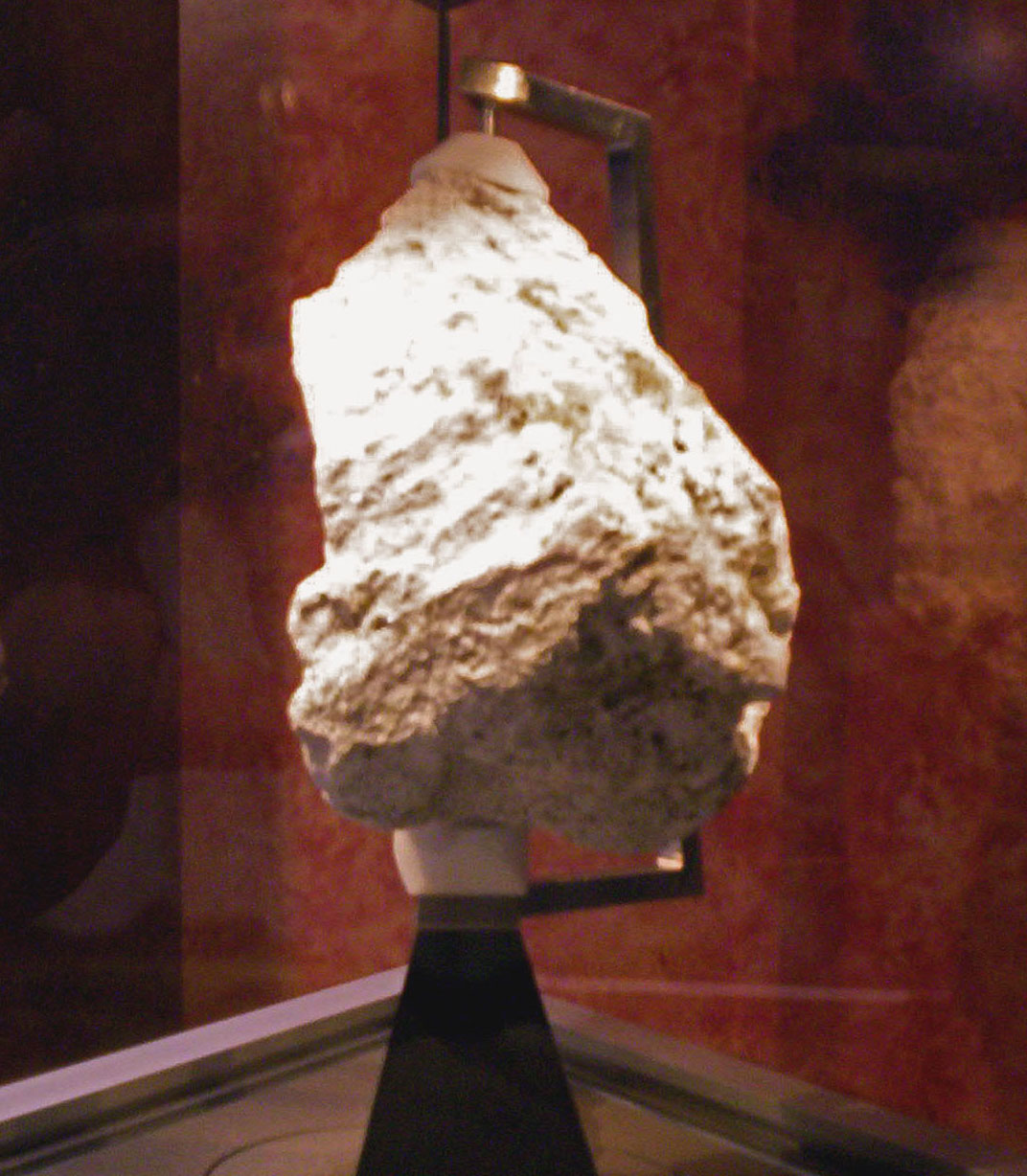
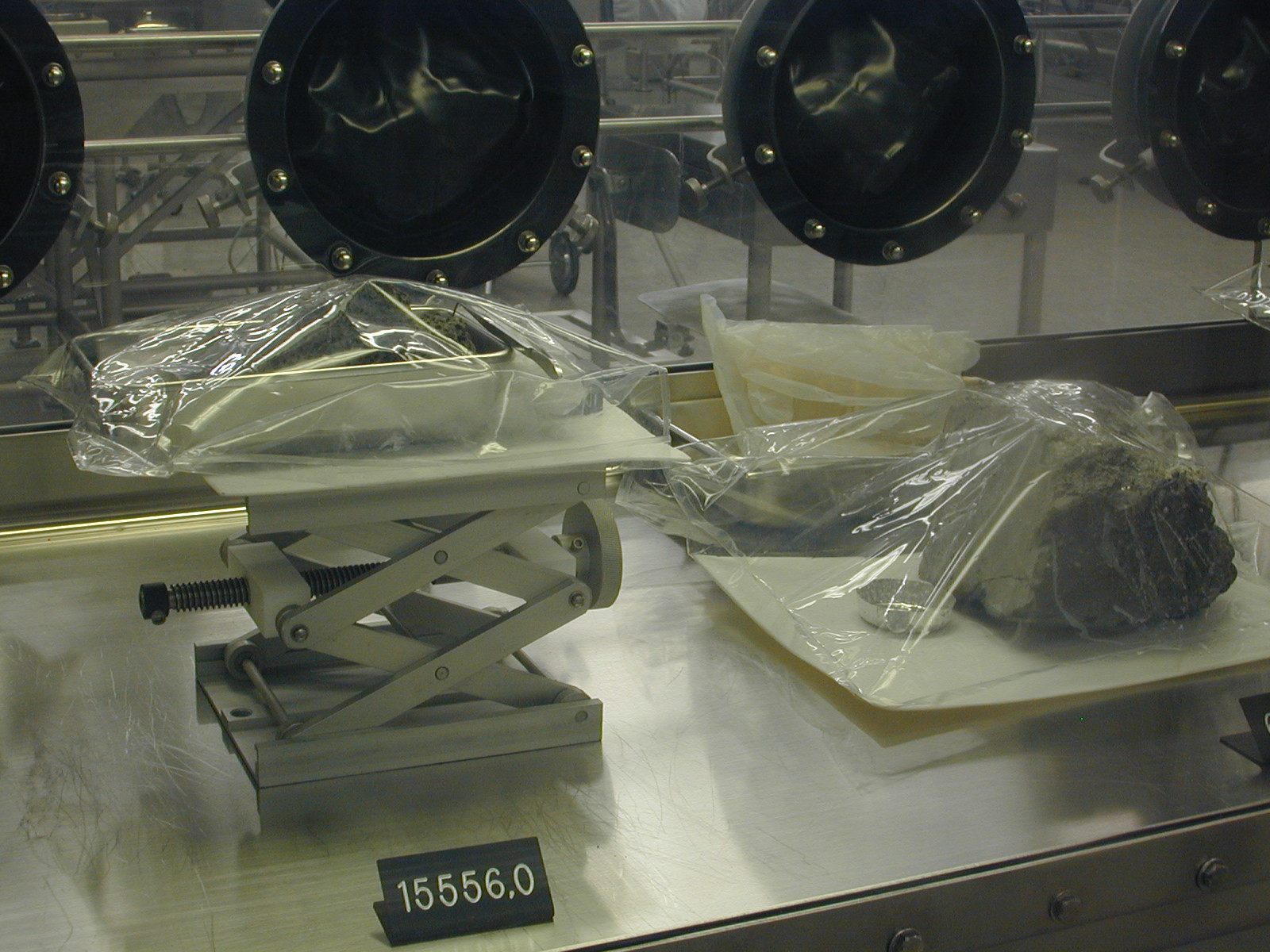
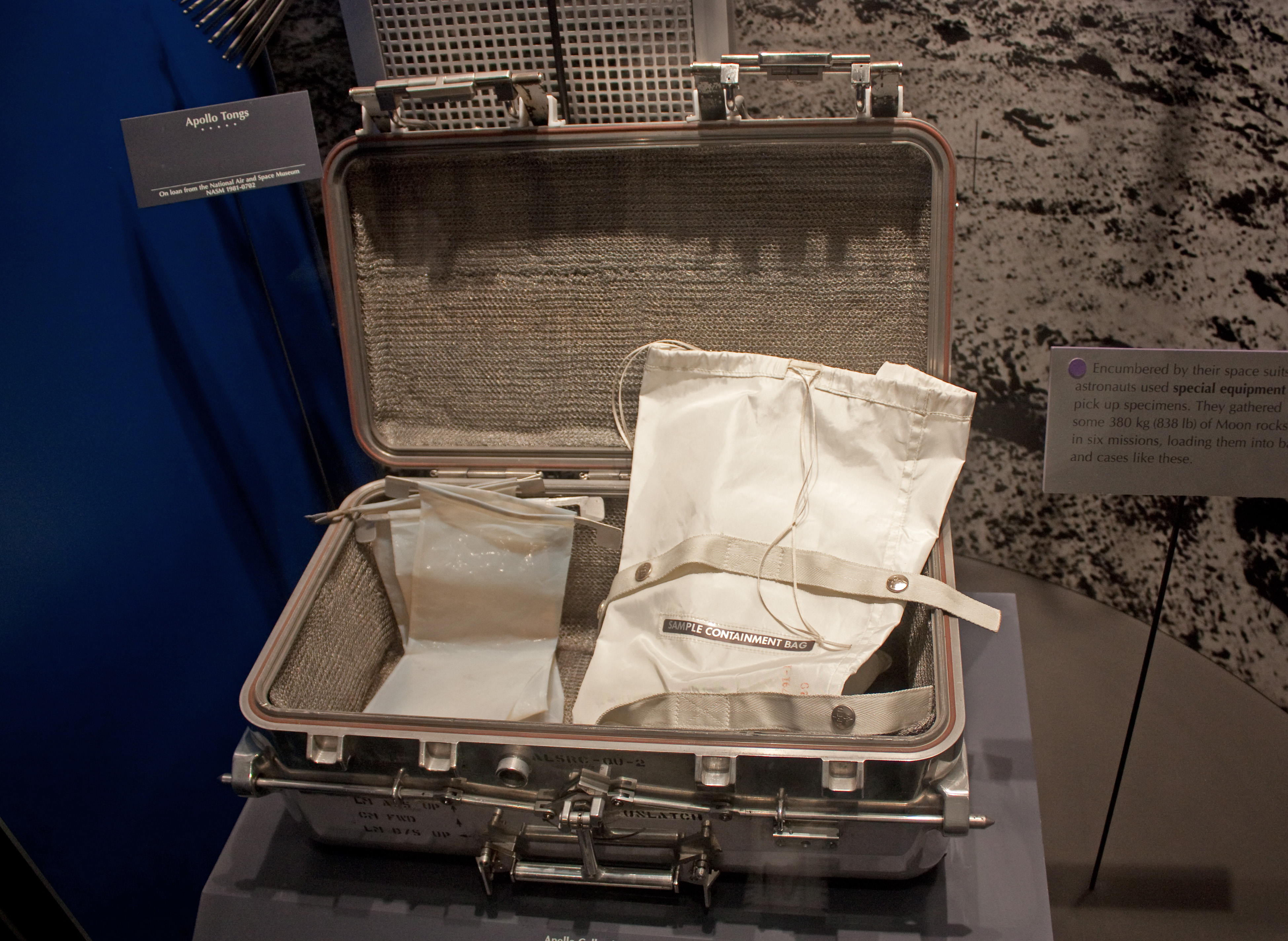
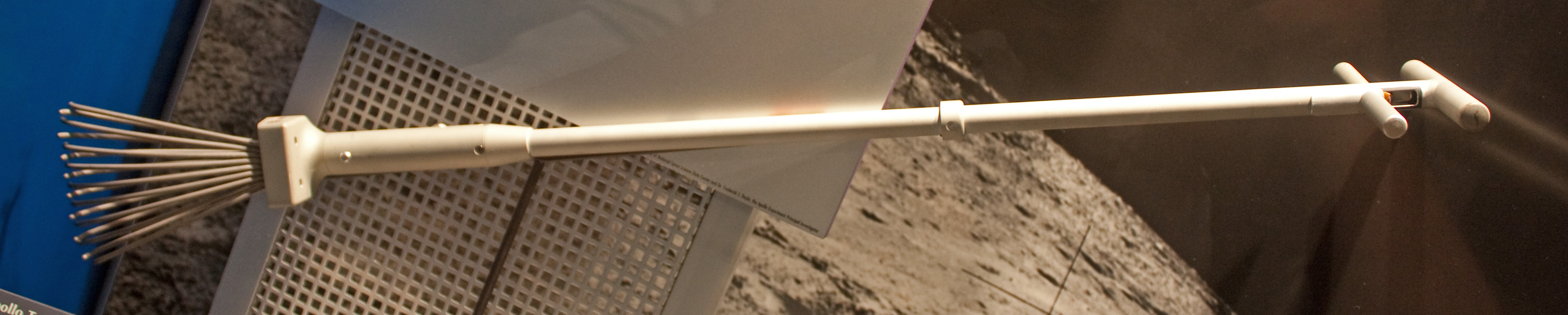
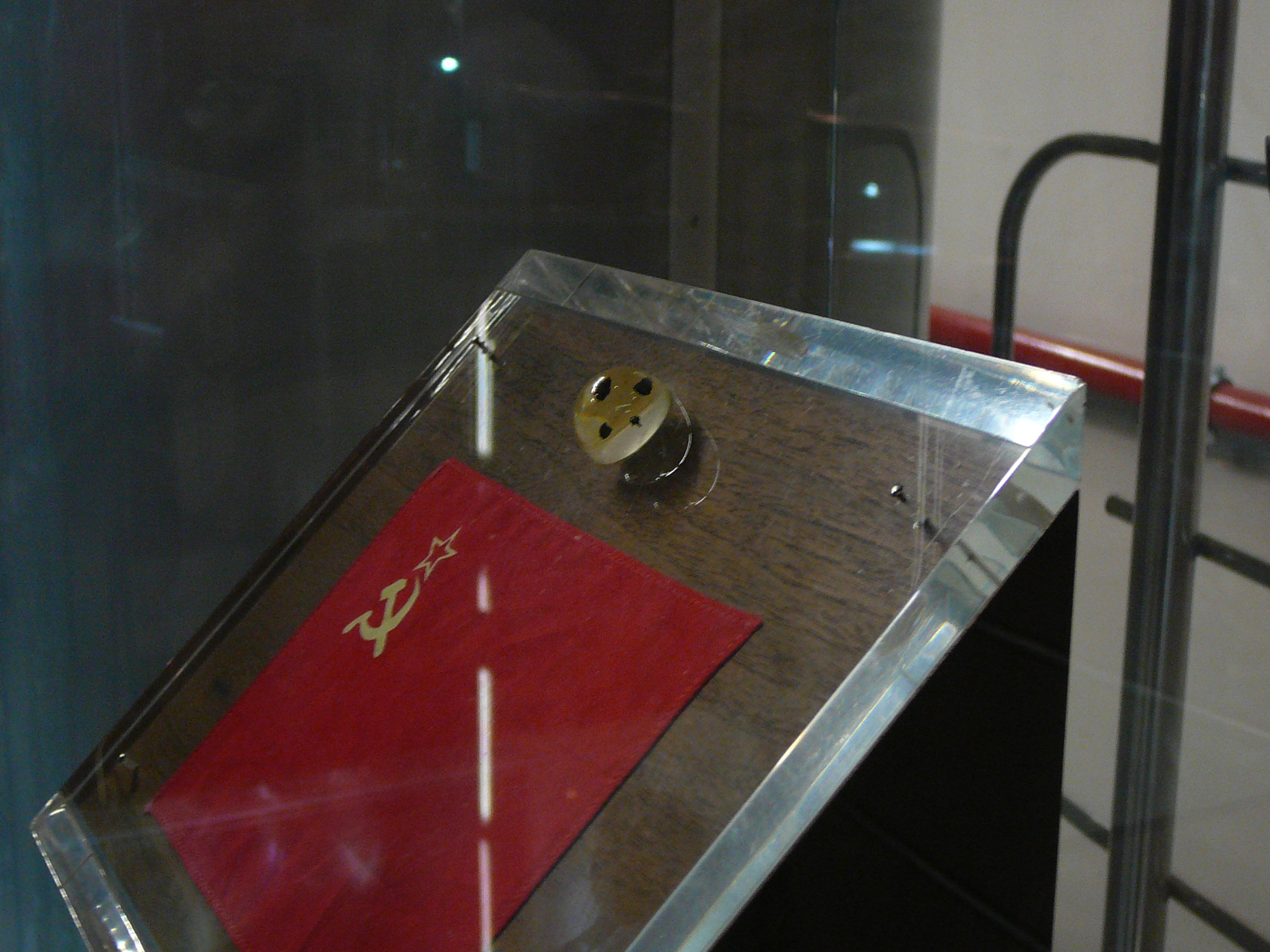